# Fox Farm-College
Fox Farm-College är en förort till Cheyenne i Laramie County i sydöstra delen av den amerikanska delstaten Wyoming. Administrativt utgör orten en census-designated place utan kommunalt självstyre och administreras som del av countyt. Befolkningen uppgick till 3 647 invånare vid 2010 års folkräkning.
I orten ligger bland annat Laramie County Community Colleges campus. Nordväst om orten korsar den öst-västliga motorvägen Interstate 80 den nord-sydliga federala landsvägen U.S. Route 85.